# Victor Grandin

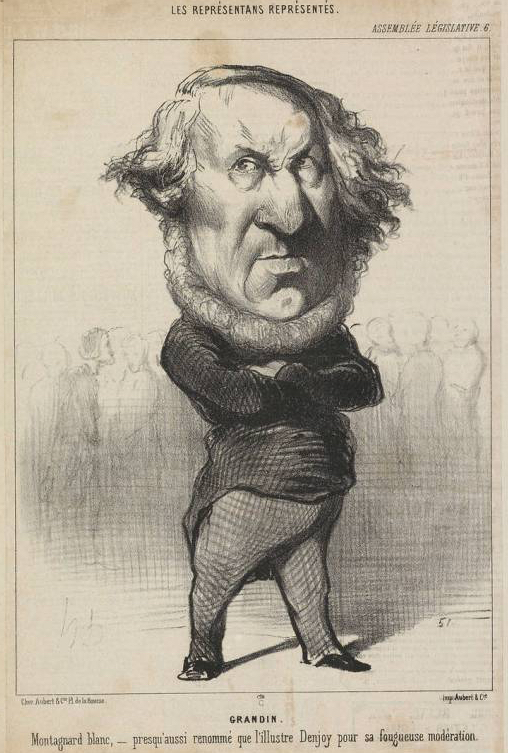
Victor Grandin, karikiert von Honoré Daumier

Pierre-Michel-Victor Grandin (* 21. Dezember 1797 in Elbeuf; † 25. August 1849 in Paris) war ein französischer Industrieller und Politiker.

## Leben
Victor Grandin entstammte einer durch ihre Gewerbetätigkeit einflussreichen und angesehenen Familie von Wollwarenproduzenten. Er gründete mit seinen beiden Brüdern in Elbeuf eine großangelegte Fabrik, in der die Wolle vom Rohstoff bis zum feinsten Tuch verarbeitet wurde. Sie bestand aus einer Spinnerei, einer Färberei und einer Weberei. Die Vollkommenheit der Fabrikate wurde auf verschiedenen Industrieausstellungen durch Goldmedaillen bezeugt.
Grandins Bemühungen fanden die Anerkennung seiner Mitbürger. Er wurde zum Mitglied des Generalrats der Manufakturen sowie des Generalrats des Départements Seine-Inférieure und wiederholt (März 1839, Juli 1842 und August 1846) zum Deputierten der Stadt Rouen gewählt. Er gehörte in der Abgeordnetenkammer zur konstitutionellen Opposition, bekämpfte die Agiotage, verteidigte das Schutzzollsystem und verlangte den Bau und Betrieb der Eisenbahnen auf Staatskosten. Ebenso stimmte er gegen die vom Ministerium dem englischen Agenten George Pritchard auf Tahiti bewilligte Entschädigung und für die Verminderung der Beamten in der Abgeordnetenkammer. Viermal ließ er die Wahl Charles Laffittes in Elbeuf als nichtig erklären, weil dieser sie durch das Versprechen einer Eisenbahnkonzession bewirkt hatte.
Nach der Februarrevolution 1848 wurde Grandin am 23. April 1848 vom Département Seine-Inférieure in die konstituierende Versammlung gewählt, in der er Mitglied des Handels- und Industrieausschusses war. Er stimmte u. a. gegen die Verbannung der Mitglieder des Hauses Orléans, gegen den Sozialismus, gegen das Recht auf Arbeit, für das Zweikammersystem und für die Auflösung der Clubs. Ferner votierte er für die Strafverfolgung von Louis Blanc und Marc Caussidière, gegen die Abschaffung der Todesstrafe, gegen ein progressives Steuersystem, gegen die Bestätigung der Verfassung durch das Volk und im April 1849 für die französische Militärinvention gegen die Römische Republik. In der gesetzgebenden Versammlung, in die er am 13. Mai 1849 gewählt wurde, stimmte er mit der monarchistischen Majorität und war eine der kräftigsten Stützen der Regierung. Er starb am 25. August 1849 im Alter von 51 Jahren in Paris an der Cholera.